# خرمهره شیشه‌ای

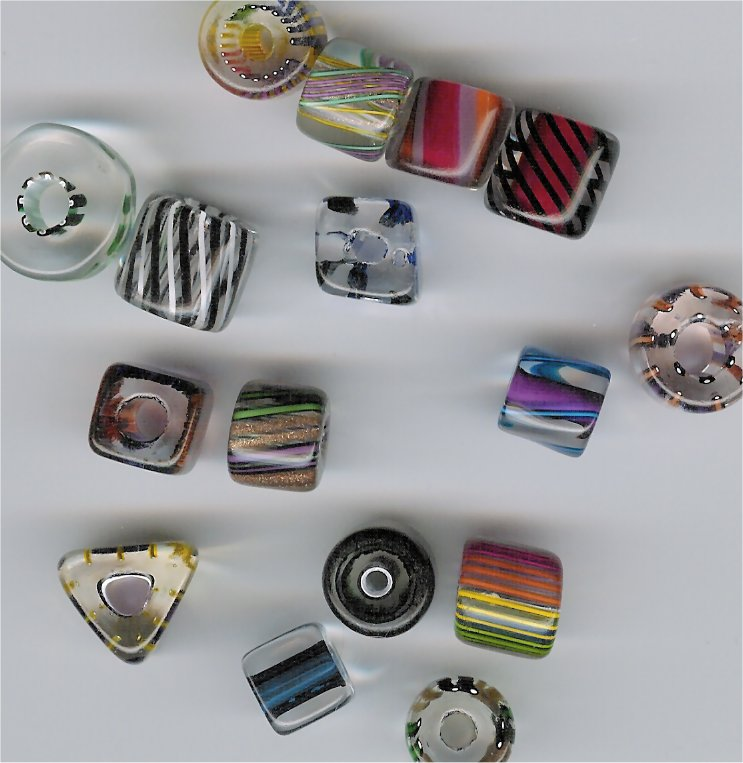
مهره‌های آبگینه

نوعی از خرمهره (مُنجوق) که از جنس شیشه ساخته شود خرمهره شیشه‌ای نام دارد.
ساخت زیورآلات با خرمهره شیشه‌ای از جملهٔ قدیمی‌ترین هنرهای انسان است و تا ۳۰۰۰ سال قبل از میلاد سابقه دارد. قدمت این مهره‌های شیشه‌ای دست‌کم به دوران روم باستان می‌رسد. شاید اولین خرمهره‌های شیشه‌ای از جنس سفال مصری بوده باشند. این سفال از خاک رس به دست نمی‌آید و پوششی شیشه‌ای به طور خودبه خود روی آن تشکیل می‌شود.
در مصر باستان نیز از خرمهره شیشه‌ای برای ساخت زیورآلات استفاده می‌کردند. زیورآلات مصری با روش به نخ کشیدن منجوق‌ها تولید می‌شدند. همچنین خرمهره‌ها را به کتان و پاپیروس می‌دوختند و از آن کمربند، پیشبند و صندل می‌ساختند. 
در آفریقا فرمانروایان و روسای قبایل نیز از زیورآلات ساخته شده از خرمهره برای نمایش قدرت خود سود می‌بردند و آنها را به عنوان پیشکش به خدایان خود تقدیم می‌کردند. همچنین گردنبندهای ساخته شده از خرمهره رتبه و جایگاه فرد استفاده‌کننده از آن را به شکل نمادین نشان می‌داد. تصور می‌شد برخی از انواع گردن‌بندها نظیر گردن‌بندهای صدف و خرمهره بر باروری زنان تأثیر گذارند. قدیمی‌ترین خرمهره شناخته شده آفریقایی درلیبی کشف شد که به دوران قبل از پارینه سنگی در ۱۰۰۰۰ سال قبل از میلاد برمی‌گردد و از پوستهٔ تخم شترمرغ ساخته شده بود.